# Erri De Luca
Enrico De Luca, detto Erri (Napoli, 20 maggio 1950), è uno scrittore, giornalista, poeta e traduttore italiano.

## Biografia
Il suo nomignolo, oltre che un diminutivo del suo vero nome, deriva anche da quello di suo zio Harry, di cui «Erri» è l'italianizzazione. Completato il ciclo di studi al Liceo classico Umberto I, nel 1968, a diciotto anni, si recò a Roma dove aderì al GAOS (Gruppo di Agitazione Operai e Studenti), che confluì poi nella nascente Lotta Continua, del cui servizio d'ordine De Luca sarebbe diventato il responsabile nella Capitale. Nel 1976, dopo lo scioglimento di Lotta Continua, lasciò la militanza politica, con ciò scegliendo fra l'altro di non aderire alla lotta armata e alla clandestinità.
(Erri De Luca, intervista su Repubblica, 2012)
Dal 1993 al 1997, durante la guerra nella ex Jugoslavia, fece l'autista di convogli umanitari. Nel 1999 fu a Belgrado durante il periodo dei bombardamenti della NATO.
Ha studiato da autodidatta diverse lingue, tra cui il russo, lo swahili, lo yiddish e l'ebraico antico, da cui tradusse alcuni libri della Bibbia. Lo scopo di quelle che ha chiamato “traduzioni di servizio" non era quello di fornire il testo biblico in lingua facile o elegante, ma di riprodurlo nella lingua più simile e più obbediente all'originale ebraico.
La pubblicazione, come scrittore, del suo primo romanzo Non ora, non qui, una rievocazione della sua infanzia a Napoli, avvenne nel 1989, a quasi quarant'anni. Tradotto in francese, spagnolo, inglese e 30 altre lingue, tra il 1994 e il 2014 ha ricevuto il premio France Culture per Aceto, arcobaleno, il Premio Laure Bataillon per Tre cavalli, il Prix Femina étranger per Montedidio, il Premio Petrarca in Germania, Le Prix Européen de la Littérature a Strasburgo, il Premio Leteo in Spagna, il Premio Jean Monnet in Francia. Ha collaborato con articoli di opinione a diversi giornali (La Repubblica, Corriere della Sera, Il manifesto, Avvenire).
Nel 2003 ha fatto parte della giuria della 56ª edizione del Festival di Cannes, presieduta dal regista francese Patrice Chéreau, che ha assegnato la Palma d'oro per il miglior film a Elephant di Gus Van Sant. 
Il critico letterario del Corriere della Sera Giorgio De Rienzo in un articolo del 2009 lo ha definito "scrittore d'Italia del decennio".
Ha scritto anche di montagna, della quale si è più volte definito un grande amante. Fu suo padre, un anziano militare del corpo degli Alpini, a trasmettergli questa passione. È conosciuto nel mondo dell'alpinismo e dell'arrampicata sportiva. Nel 2002 è stato il primo ultracinquantenne a superare un 8b, alla Grotta dell'Arenauta di Gaeta (8b+). Nel 2005 ha partecipato a una spedizione himalayana con l'amica Nives Meroi, esperienza narrata nel libro Sulla traccia di Nives. È amico e coetaneo di Mauro Corona, con il quale condivide sia la passione sportiva che quella letteraria. Nel 2014, è stato membro della giuria del Piolet d'Or, un premio francese di alpinismo.
Nel 2009, durante la presentazione di un libro dell'ex brigatista Barbara Balzerani, le parole con cui definì il periodo degli anni di piombo come una "piccola guerra civile" fecero discutere. Si è dedicato al sociale e occupato anche delle tematiche dell'emigrazione.
Con la giornalista Chiara Sasso, Wu Ming 1, Ascanio Celestini, Claudio Calia, Simone Tufano, Zerocalcare, ha partecipato alla scrittura del libro Nemico pubblico. Oltre il tunnel dei media: una storia No Tav di cui ha scritto l'introduzione, a sostegno dei diritti degli abitanti del territorio della Val di Susa e delle loro istanze sostenute anche dal movimento No TAV. Per alcune frasi, contenute in un'intervista rilasciata il settembre 2013, contro i cantieri TAV è stato rinviato a giudizio per istigazione a delinquere. Il processo che vede come parti la LTF - Lyon Turin Ferroviaire S.A.S. che ha in appalto la costruzione della grande opera e lo scrittore, è iniziato il 28 gennaio 2015 e si è concluso il 19 ottobre dello stesso anno con l’assoluzione "perché il fatto non sussiste".
Sul suo pamphlet, La parola contraria, ha spiegato le sue ragioni e ha sostenuto il diritto alla libertà di parola. In sostegno a De Luca è stato anche firmato un appello di 65 personalità del cinema europeo tra cui Wim Wenders, Claudio Amendola, Mathieu Amalric, Costa-Gavras e Jacques Audiard; in suo favore si sono impegnati anche il Presidente francese François Hollande che ha difeso lo scrittore raccogliendo una petizione sottoscritta anche da Salman Rushdie, Paul Auster  e molti altri come Alessandro Gassmann, Fiorella Mannoia, Luca Mercalli e Alex Zanotelli. Il 19 ottobre 2015 è stato assolto perché il fatto non sussiste.
Tra i vari lavori teatrali di cui ha fatto parte, con la nipote Aurora ha creato uno spettacolo intitolato In viaggio con Aurora. Ha scritto e prodotto diversi corti, documentari e film. Il turno di notte lo fanno le stelle, da lui scritto e interpretato, ha vinto nel 2013, il premio per il miglior corto al Tribeca Film Festival di New York. Ha scritto, prodotto e interpretato i documentari Alberi che camminano e La musica provata. Nel 2015 ha partecipato con una testimonianza personale all'Archivio Vivo del progetto e documentario Lunàdigas di Nicoletta Nesler e Marilisa Piga. Nel 2019 figura tra i protagonisti del documentario Alé in cui racconta la sua esperienza di arrampicatore e "frequentatore di montagne", come si descrive lui stesso. Altri lavori nella parte riguardante "teatro e cinema". 
Vive nella campagna romana, a pochi chilometri dal Lago di Bracciano.

## Vita privata
Nel 2024 si è dichiarato non credente, ma non ateo.

## La fondazione
Nel 2011 ha creato con Paola Porrini Bisson la Fondazione Erri De Luca con finalità culturali e sociali, attraverso gli strumenti comunicativi delle diverse discipline artistiche. Uno dei maggiori obbiettivi della Fondazione è l’integrazione e l’inserimento di giovani studenti immigrati.Tra gli archivi culturali, messi a disposizione dalla fondazione per la consultazione, c'è anche quello del giornale Lotta Continua che è consultabile tramite web.

## Opere

### Narrativa, saggistica e altri scritti
- Non ora, non qui, Milano, Feltrinelli, 1989. ISBN 88-07-01389-4; 2009. ISBN 978-88-07-01389-8
- Odorato e Gusto, in Le lingue dei sensi, «Leggere», novembre 1990, ora in I colpi dei sensi
- Lettere a Francesca, Napoli, Guida, 1990. ISBN 88-7188-002-1; Napoli, Dante & Descartes, 2004. ISBN 978-88-88142-65-4
- Una nuvola come tappeto, Milano, Feltrinelli, 1991. ISBN 88-07-01426-2
- La città non rispose, in Italiana. Antologia dei nuovi narratori, Milano, A. Mondadori, 1991. ISBN 88-04-34924-7
- Aceto, arcobaleno, Milano, Feltrinelli, 1992. ISBN 88-07-01444-0
- I colpi dei sensi, Roma, Fahrenheit 451, 1993. ISBN 88-86095-06-6
- In alto a sinistra, Milano, Feltrinelli, 1994. ISBN 88-07-01472-6 [contiene Il pannello]
- Prove di risposta, Roma, Nuova Cultura, 1994 [contiene le Lettere a Francesca]
- Pianoterra, Macerata, Quodlibet, 1995. ISBN 88-86570-03-1
- Il cronista scalzo e altri scritti, Napoli, Prismi, 1996
- Alzaia, Milano, Feltrinelli, 1997. ISBN 88-07-01522-6; 2004. ISBN 88-07-84043-X
- Ora prima, Magnano, Qiqajon, 1997. ISBN 88-8227-003-3
- Come noi coi fantasmi. Lettere sull'anno sessantottesimo del secolo tra due che erano giovani in tempo, con Angelo Bolaffi, Milano, Bompiani, 1998. ISBN 88-452-3738-9
- Tu, mio, Milano, Feltrinelli, 1998. ISBN 88-07-01533-1
- Tre cavalli, Milano, Feltrinelli, 1999. ISBN 88-07-01563-3
- Cattività, con Marco Delogu, Roma, Stampa alternativa, 1999. ISBN 88-7226-530-4
- Tufo, Napoli, Dante & Descartes, 1999
- Un papavero rosso all'occhiello senza coglierne il fiore, Montereale Valcellina, Circolo Culturale Menocchio, 2000
- Elogio del massimo timore. Il salmo secondo, Napoli, Filema, 2000. ISBN 88-86358-45-8
- Montedidio, Milano, Feltrinelli, 2001. ISBN 88-07-01600-1
- Altre prove di risposta, Napoli, Dante & Descartes, 2002. ISBN 88-88142-00-2
- Lettere da una città bruciata, Napoli, Dante & Descartes, 2002. ISBN 88-88142-25-8
- Nocciolo d'oliva, Padova, Messaggero, 2002. ISBN 88-250-1020-6
- Il contrario di uno, Milano, Feltrinelli, 2003. ISBN 88-07-01638-9
- Misteri romani. 22 racconti inediti. Le storie più affascinanti e inquietanti della città, con altri, Roma, Gruppo Editoriale L'Espresso, 2004
- Precipitazioni, Napoli, Dante & Descartes, 2004
- Mestieri all'aria aperta. Pastori e pescatori nell'Antico e nel Nuovo Testamento, con Gennaro Matino, Milano, Feltrinelli, 2004. ISBN 88-07-49032-3
- Immanifestazione. Roma, 15 febbraio 2003, Napoli, Dante & Descartes, 2005. ISBN 978-88-88142-39-5
- Chisciottimista, Napoli, Dante & Descartes, 2005. ISBN 978-88-88142-78-4
- Sulla traccia di Nives, Milano, Mondadori, 2005. ISBN 88-04-54735-9
- In nome della madre, Milano, Feltrinelli, 2006. ISBN 88-07-01709-1; letto dall'autore, Roma-Milano, Emons Italia-Feltrinelli, 2010. ISBN 978-88-07-73501-1
- Napòlide, Napoli, Dante & Descartes, 2006. ISBN 88-88142-88-6
- Una storia ordinaria, in Interni romani, Roma, Gruppo editoriale L'espresso, 2006
- Sottosopra. Alture dell'Antico e del Nuovo Testamento, con Gennaro Matino, Milano, Mondadori, 2007. ISBN 978-88-04-56305-1
- Lettere fraterne, con Izet Sarajlić, Napoli, Dante & Descartes, 2007. ISBN 978-88-6157-021-4
- L'isola è una conchiglia. Racconti, Capri, La conchiglia, 2008. ISBN 978-88-6091-081-3
- Senza sapere invece, Roma, Nottetempo, 2008. ISBN 978-88-7452-174-6 [da il manifesto, 4 febbraio 1990]
- Almeno 5, con Gennaro Matino, Milano, Feltrinelli, 2008. ISBN 978-88-07-49073-6
- Il cielo in una stalla, Castel Gandolfo, Infinito edizioni, 2008. ISBN 978-88-89602-47-8
- In molti giorni lo ritroverai. Incontro con Erri De Luca, di Massimo Orlandi, Pratovecchio, Fraternità di Romena, 2008. ISBN 978-88-89669-23-5
- Il giorno prima della felicità, Milano, Feltrinelli, 2009. ISBN 978-88-07-01773-5
- Tentativi di scoraggiamento (a darsi alla scrittura), Napoli, Dante & Descartes, 2009. ISBN 978-88-6157-068-9
- Penultime notizie circa Ieshu/Gesù, Padova, Messaggero, 2009. ISBN 978-88-250-2453-1
- Il peso della farfalla, Milano, Feltrinelli, 2009. ISBN 978-88-07-01793-3
- Tu non c'eri. Scrittura per scene, Napoli, Dante & Descartes, 2010. ISBN 978-88-6157-086-3
- Le rivolte inestirpabili, con Danilo De Marco, Udine, Forum, 2010. ISBN 978-88-8420-639-8
- E disse, Milano, Feltrinelli, 2011. ISBN 978-88-07-01843-5
- Le sante dello scandalo, Firenze, Giuntina, 2011. ISBN 978-88-8057-401-9
- I pesci non chiudono gli occhi, Milano, Feltrinelli, 2011. ISBN 978-88-07-01855-8
- Il turno di notte lo fanno le stelle, con DVD, Milano, Feltrinelli, 2012. ISBN 978-88-07-73055-9
- A piedi, in bicicletta, con Fabio Pierangeli, Bagheria, Drago, 2012. ISBN 978-88-95082-31-8
- Il torto del soldato, Milano, Feltrinelli, 2012. ISBN 978-88-07-01903-6
- La doppia vita dei numeri, Milano, Feltrinelli, 2012. ISBN 978-88-07-01916-6
- Ti sembra il Caso? Schermaglia fra un narratore e un biologo, con Paolo Sassone Corsi, Milano, Feltrinelli, 2013. ISBN 978-88-07-49143-6
- Storia di Irene, Milano, Feltrinelli, 2013. ISBN 978-88-07-03054-3
- La musica provata, Milano, Feltrinelli, 2014. ISBN 978-8-807-03103-8
- Prefazione a Sotto il cielo di Lampedusa, Rayuela, Milano, 2014
- La parola contraria, Milano, Feltrinelli. 2015. ISBN 978-8-807-42138-9
- Il più e il meno, Milano, Feltrinelli, 2015. ISBN 978-88-07-03162-5
- La faccia delle nuvole, Milano, Feltrinelli, 2016. ISBN 9788807031847
- La Natura Esposta, Milano, Feltrinelli, 2016. ISBN 978-8807031991
- Diavoli custodi, con Alessandro Mendini, Feltrinelli, 2017. ISBN 9788807032554
- Se i delfini venissero in aiuto, Napoli, Dante & Descartes, 2017. ISBN 978-8861571488
- Nocciolo d'oliva, Padova, EMP, 2018. ISBN 978-88-25-01020-6
- Pianoterra, Milano, Feltrinelli, 2018. ISBN 978-88-07-89120-5
- Il giro dell'oca, Feltrinelli, 2018. ISBN 978-88-07-03321-6
- Impossibile, Feltrinelli, 2019. ISBN 978-88-07-03355-1
- L'ora X: Una storia di Lotta Continua, con Paolo Castaldi e Cosimo Damiano Damato, Feltrinelli Comics, 2019. ISBN 978-88-07-55031-7
- A grandezza naturale, Feltrinelli, 2021. ISBN 978-88-07-03435-0
- Spizzichi e Bocconi, con interventi di Valerio Galasso, Feltrinelli, 2022. ISBN 978-88-07-03493-0
- Le regole dello Shanghai, Feltrinelli, 2023. ISBN 978-88-07-03549-4
- Discorso per un amico, Feltrinelli
- L'età sperimentale, Feltrinelli, 2024

### Raccolte poetiche
- Opera sull'acqua e altre poesie, Torino, Einaudi, 2002. ISBN 88-06-16174-1
- Solo andata. Righe che vanno troppo spesso a capo, Milano, Feltrinelli, 2005. ISBN 88-07-42110-0
- L'ospite incallito, Torino, Einaudi, 2008. ISBN 978-88-06-19261-7
- Bizzarrie della provvidenza, Torino, Einaudi, 2014, ISBN 978-88-06-20907-0

### Teatro e cinema
Ha calcato le scene teatrali con Marco Paolini, Mario Brunello, Gianmaria Testa e Gabriele Mirabassi. Insieme a Gianmaria Testa e Gabriele Mirabassi ha portato per molti anni sulle scene il recital Chisciotte e gli invincibili, poi rinnovato con Chisciottimisti. Con la nipote Aurora De Luca ha portato in scena il recital In viaggio con Aurora. Con Sara Cianfriglia e Simone Gandolfo ha messo in scena In nome della madre sulla gravidanza di Miriam/Maria, tratto dal suo libro. Con Stefano Di Battista, Nicky Nicolai e altri musicisti è andato in scena con La musica provata, tratto dal libro con lo stesso titolo. Nel 2003, ha interpretato il ruolo del Meccanico nel film L'isola di Costanza Quatriglio.
- Spargimento: opera per musica e danza, Milano, Edizioni Suvini Zerboni, 1997
- L'ultimo viaggio di Sindbad, Torino, Einaudi, 2003. ISBN 88-06-16630-1
- Morso di luna nuova. Racconto per voci in tre stanze, Milano, Mondadori, 2005. ISBN 88-04-54491-0
- Chisciotte e gli invincibili. Il racconto, i versi, la musica, con Gianmaria Testa e Gabriele Mirabassi, con DVD, Roma, Fandango libri, 2007. ISBN 978-88-6044-087-7
- In viaggio con Aurora, con Aurora De Luca, Olek Mincer e Michela Zanotti, Ente Teatro Cronaca, 2010

Scrive e interpreta con Isa Danieli il cortometraggio Di là dal vetro, regia di Andrea Di Bari.
Scrive e partecipa al cortometraggio Il turno di notte lo fanno le stelle, regia di Edoardo Ponti.
Scrive la sceneggiatura di Voce umana per Sophia Loren, traducendo il testo di Cocteau in napoletano, regia di Edoardo Ponti.
Partecipa al cortometraggio Solo andata, regia di Alessandro Gassman.
Scrive e partecipa al film per DVD La musica provata, regia di Emanuele Sana.
Scrive e partecipa al documentario Alberi che camminano, regia di Mattia Colombo. Scrive la sceneggiatura del film breve Tu non c'eri, regia di Cosimo Damiano Damato con protagonisti Piero Pelù, Brenno Placido e Bianca Guaccero.
Ha co-prodotto con OH!PEN nel 2018 il film "Happy Times", diretto da Michael Mayer, con protagonista, "Michael Aloni".
Il suo ultimo cortometraggio, prodotto da Soul Film Productions e OH!PEN, regia di Marco Zingaretti, si intitola "L'età sperimentale". Qui racconta la sua vecchiaia, l'allenamento e la manutenzione del corpo attraverso l'esercizio della scalata in parete, anche in solitaria. La pratica quotidiana della lettura, della cura per il campo, l'importanza del gioco, di qualche amicizia, dell'aria aperta, degli orari regolari. https://www.raiplay.it/programmi/letasperimentale

### Traduzioni
- Esodo/Nomi, Milano, Feltrinelli, 1994. ISBN 88-07-82093-5
- Giona/Iona, Milano, Feltrinelli, 1995. ISBN 88-07-82122-2
- Kohèlet/Ecclesiaste, Milano, Feltrinelli, 1996. ISBN 88-07-82137-0
- Il libro di Rut, Milano, Feltrinelli, 1999. ISBN 88-07-82150-8
- L'urgenza della libertà. Il Giubileo e gli anni sacri nella loro stesura d'origine, dal libro Levitico-Vaikra, Napoli, Filema, 1999. ISBN 88-86358-33-4
- Salmo secondo ovvero Elogio del massimo timore, in «Micromega», n. 2, 2000, pp. 297–302
- Dovid Katz, Nòah Anshel dell'altro mondo, Napoli, Dante & Descartes, 2002. ISBN 88-88142-16-9
- Vita di Sansone. Dal libro Giudici/Shoftim, capitoli 13, 14, 15, 16, Milano, Feltrinelli, 2002. ISBN 88-07-82163-X
- Vita di Noè/Nòah. Il salvagente. Dal libro Genesi/Bereshit, Milano, Feltrinelli, 2004. ISBN 88-07-82172-9
- Aleksandr S. Puškin, L'ospite di pietra. L'invito a morte di Don Giovanni. Piccola tragedia in versi, Milano, Feltrinelli, 2005. ISBN 88-07-82179-6
- Itzak Katzenelson, Canto del popolo yiddish messo a morte, Milano, Mondadori, 2009. ISBN 978-88-04-58441-4
- Charles Dickens, Il grillo del focolare (dall'originale The Cricket in the Hearth, 1845). Edizione integrale annotata. Caravaggio, Chieti, 2018 ISBN 978-88-954-3781-1

### Collaborazioni
- Prefazione a Oreste Scalzone e Paolo Persichetti, Il nemico inconfessabile. Sovversione sociale, lotta armata e stato di emergenza dagli anni Settanta a oggi, Odradek, 1999
- Prefazione (con Gilles Perrault) a Paolo Persichetti, Esilio e castigo. Retroscena di un'estradizione, La Città del Sole, 2005
- Dialogo con la città. Crescenzio Sepe dialoga con Erri de Luca, con Crescenzio Sepe, Dante & Descartes, 2008
- Prefazione a Barbara Balzerani, Perché io, perché non tu, Roma, DeriveApprodi, 2009
- Questa città con Patrizio Trampetti e Jennà Romano, Edizioni Testepiene, 2011
- Prefazione a Izet Sarajlić, Chi ha fatto il turno di notte, Einaudi, 2012

## Audiolibri
- In nome della madre, scritto e letto da Erri De Luca, Emons:Feltrinelli, 2010
- Il peso della farfalla, scritto e letto da Erri De Luca, Emons:Feltrinelli, 2011
- Il giorno prima della felicità, scritto e letto da Erri De Luca, Emons:Feltrinelli, 2013

## Riconoscimenti
- Nel 2002 è stato insignito della cittadinanza onoraria dal comune di Ischia.[31]